# Nomia
Nomia är ett släkte av bin. Nomia ingår i familjen vägbin.

## Bildgalleri

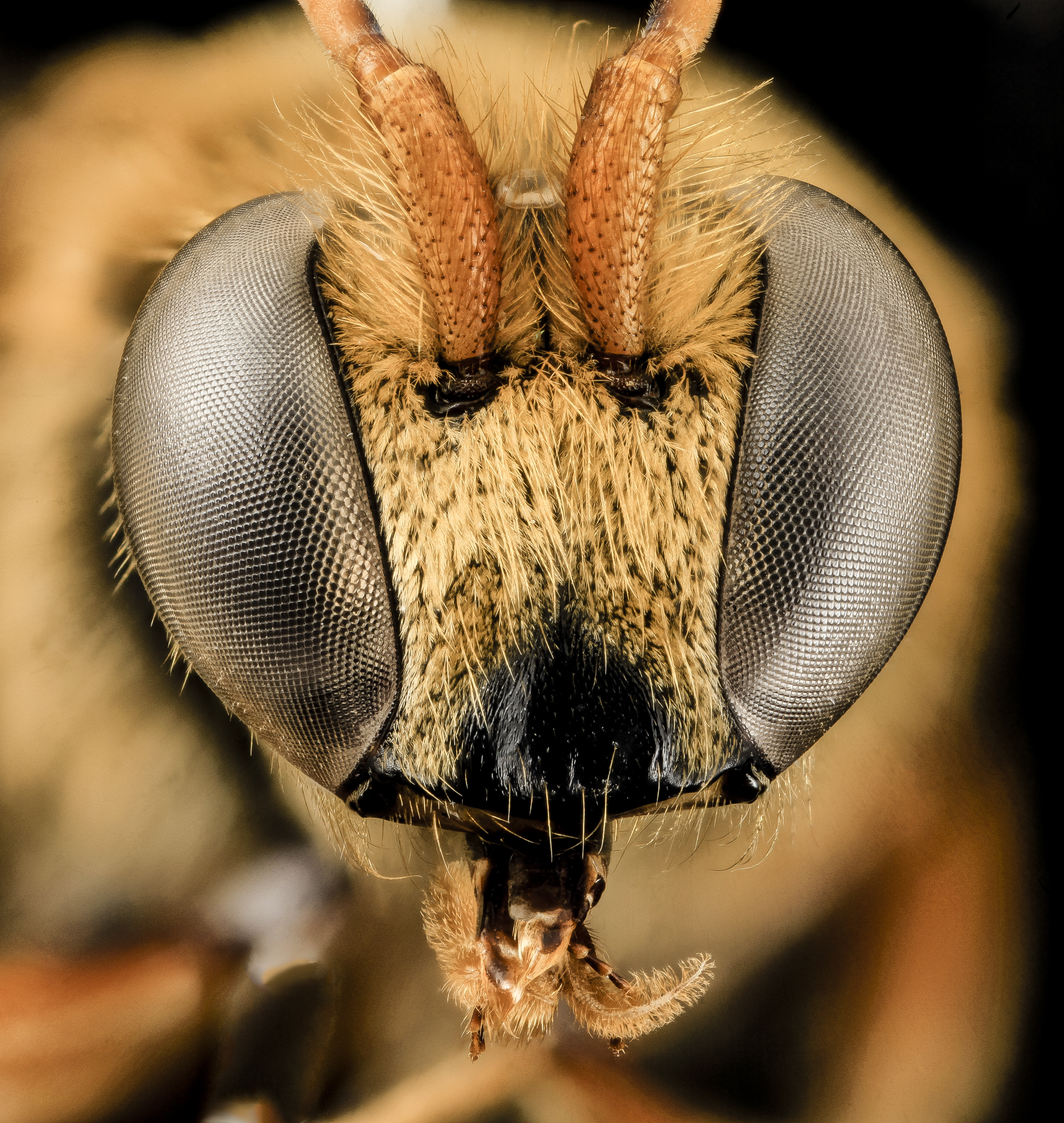
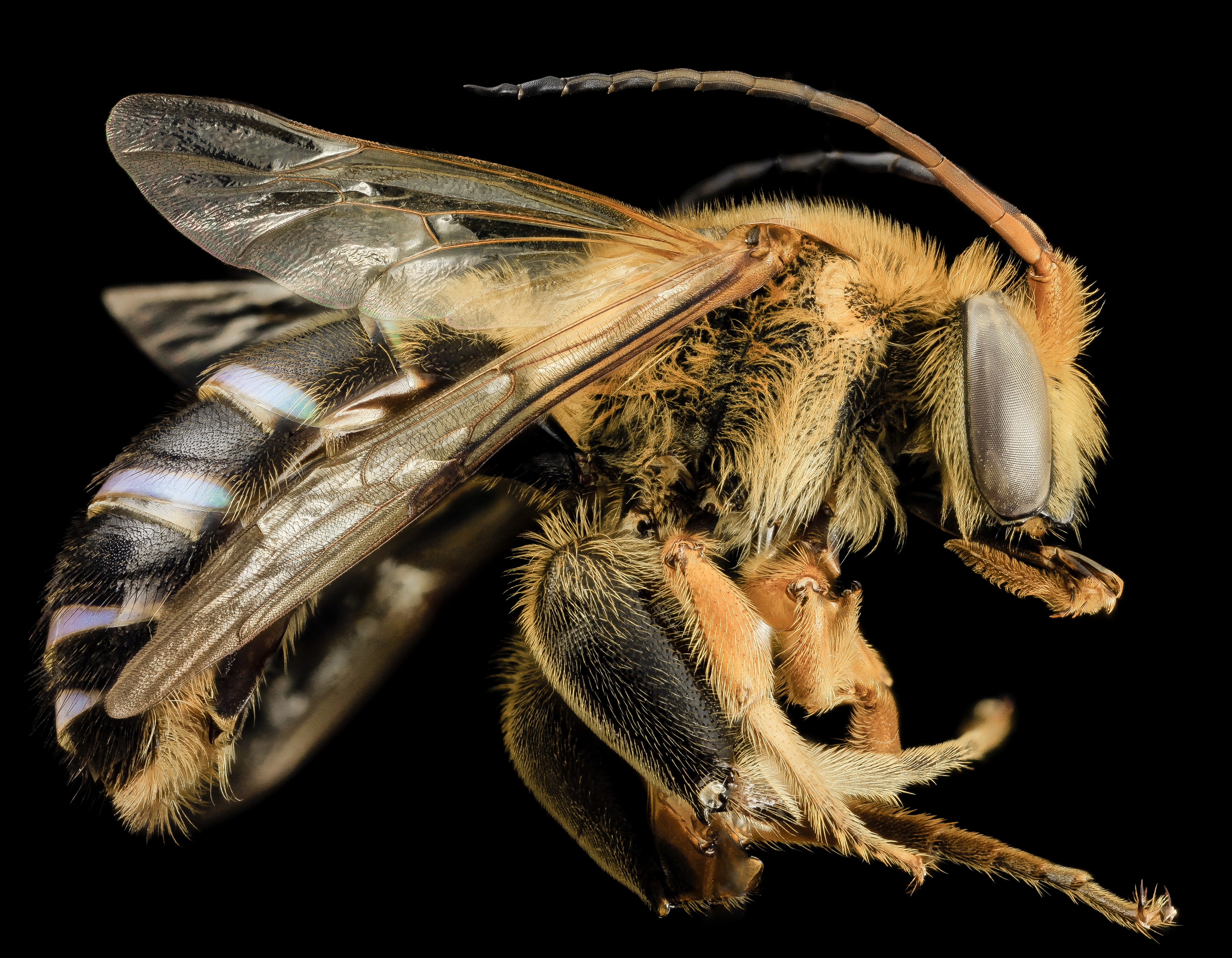
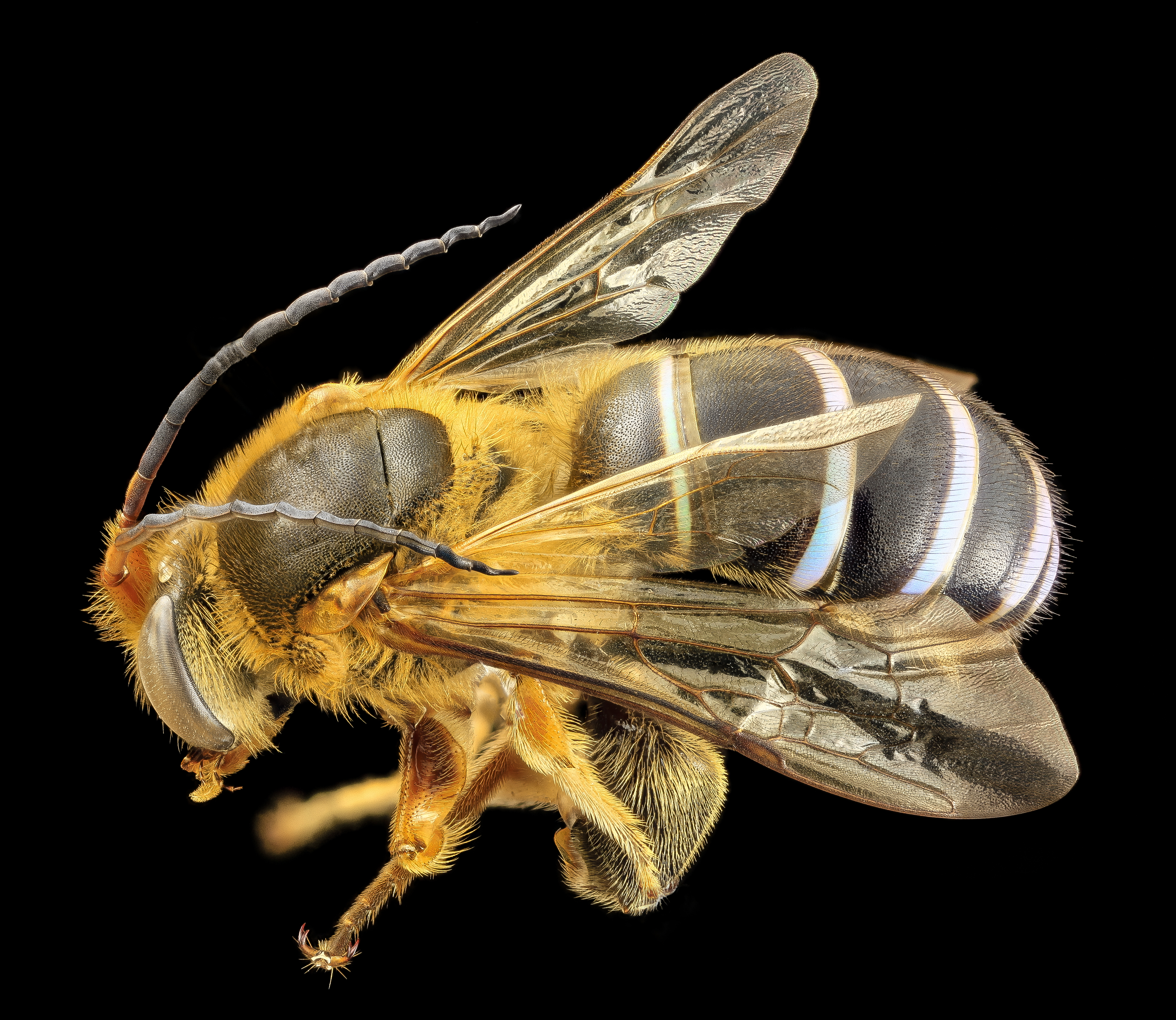
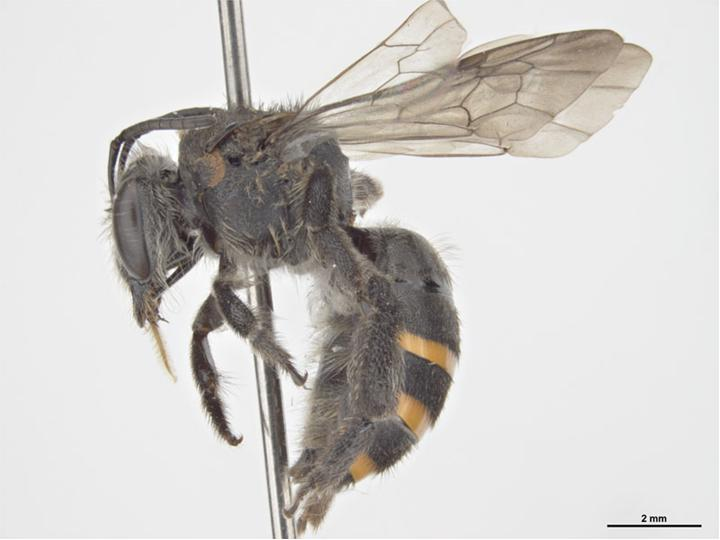
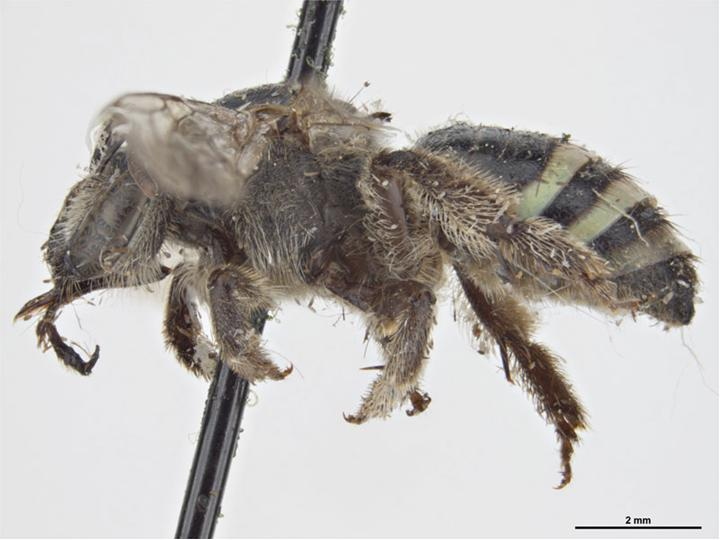
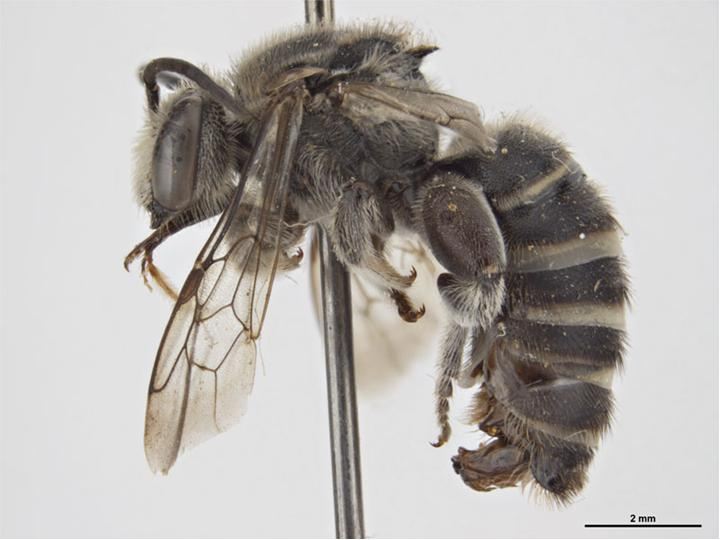

## Dottertaxa tillNomia, i alfabetisk ordning[1]
- Nomia albofasciata
- Nomia alluaudi
- Nomia amabilis
- Nomia amboinensis
- Nomia ampliata
- Nomia angustitibialis
- Nomia antecedens
- Nomia anthracoptera
- Nomia apicalis
- Nomia ardjuna
- Nomia atripes
- Nomia aurantifer
- Nomia austrovagans
- Nomia bicoloripes
- Nomia bongo
- Nomia borneana
- Nomia bouyssoui
- Nomia brevipes
- Nomia brothersi
- Nomia buddha
- Nomia callichlora
- Nomia camerunensis
- Nomia candida
- Nomia capitata
- Nomia carinata
- Nomia chalybeata
- Nomia chandleri
- Nomia clavicauda
- Nomia clypeonitida
- Nomia crassipes
- Nomia crassiuscula
- Nomia crocisaeformis
- Nomia cuneata
- Nomia curvipes
- Nomia darwinorum
- Nomia dayi
- Nomia dimidiata
- Nomia eburneifrons
- Nomia elegans
- Nomia elegantula
- Nomia elephas
- Nomia ellioti
- Nomia epileuca
- Nomia ethiopica
- Nomia expulsa
- Nomia fedorensis
- Nomia felina
- Nomia ferruginipennis
- Nomia ferruginipes
- Nomia flavipennis
- Nomia forbesii
- Nomia formosa
- Nomia foxii
- Nomia froggatti
- Nomia fulvata
- Nomia fuscipennis
- Nomia garambensis
- Nomia gorytoides
- Nomia granulata
- Nomia guangxiensis
- Nomia howardi
- Nomia incerta
- Nomia iridescens
- Nomia ivoirensis
- Nomia kinduna
- Nomia laevidorsata
- Nomia lusoria
- Nomia lutea
- Nomia lyonsiae
- Nomia maculata
- Nomia maneei
- Nomia marana
- Nomia marginata
- Nomia maturans
- Nomia mcgregori
- Nomia medionitens
- Nomia medogensis
- Nomia megasoma
- Nomia melanderi
- Nomia microlutea
- Nomia mimosae
- Nomia mirabilis
- Nomia mlanjensis
- Nomia montana
- Nomia montivaga
- Nomia nasicana
- Nomia nigrociliata
- Nomia nilssoni
- Nomia nitens
- Nomia nortoni
- Nomia omanica
- Nomia opulenta
- Nomia oryzae
- Nomia papuana
- Nomia parvula
- Nomia pavonura
- Nomia penangensis
- Nomia perconcinna
- Nomia philippina
- Nomia planiventris
- Nomia postscutellaris
- Nomia pretoriensis
- Nomia proxima
- Nomia pulawskii
- Nomia pulchribalteata
- Nomia punctulata
- Nomia puttalama
- Nomia quadridentata
- Nomia quadrifasciata
- Nomia quadrituberculata
- Nomia ranavalona
- Nomia recessa
- Nomia ridleyi
- Nomia robinsoni
- Nomia robusta
- Nomia rozeni
- Nomia rubroviridis
- Nomia rufa
- Nomia rufitarsis
- Nomia rufocaudata
- Nomia rufoclypeata
- Nomia rufosuffusa
- Nomia scitula
- Nomia scutellaris
- Nomia selangorensis
- Nomia senticosa
- Nomia seyrigi
- Nomia simplicipes
- Nomia somalica
- Nomia spinosipes
- Nomia stageri
- Nomia starkei
- Nomia strigata
- Nomia subpurpurea
- Nomia swainsoniae
- Nomia terminata
- Nomia tetrazonata
- Nomia theryi
- Nomia thoracica
- Nomia tibiaplumosa
- Nomia trichonota
- Nomia universitatis
- Nomia vassei
- Nomia vespoides
- Nomia westwoodi
- Nomia whiteana
- Nomia viridicincta
- Nomia viridicinctula
- Nomia viridilimbata
- Nomia yunnanensis
- Nomia zonaria